# Csepreghy Anna
Lángné Csepreghy Anna (Nagyvárad, 1801. – Szatmár, 1862. február 25.) színésznő.

## Pályafutása
Apja Csepreghy Mihály, Bihar vármegye szolgabírája volt. Miután rosszlelkű gyámja kifosztotta örökségéből, színésznek állt. 1819–1821 között Kilényi Dávid társulatában szerepelt, majd 1821-ben házasságot között Láng Lajos színésszel. Férje társulatában működött, 1852-től pedig már fiánál, Láng Boldizsárnál szerepelt. Kiváló komika volt, többször is meghívták a Nemzeti Színházhoz. Miskolcon és Debrecen nagy sikert aratott vén anyóka és nyelvelő gazdasszonyi szerepeiben.

## Fontosabb szerepei
- Goneril (Shakespeare: Lear király)
- Ranunkulus (Töpfer: Leánykérés szabály szerint)
- Vasorrú bába (Telepi Gy.: Borsszem Jankó)
- Tóti Dorka (Gaál J.: A peleskei nótárius)